# Stanisław Lochyński
Stanisław Lochyński  (ur. 1952) – polski inżynier chemii. Absolwent z 1976 Politechniki Wrocławskiej. Od 2012 r. profesor na Wydziale Chemicznym Politechniki Wrocławskiej.